# 임정엽
임정엽(林呈燁, 1959년 4월 26일~)은 대한민국의 정치인이며, 민선 4·5기 완주 군수를 역임하였다. 전라북도 완주군 출생이다.

## 생애
최종학력은 전주대학교 법학 박사이고 전라북도의원, 전라북도지사 비서실장, 김대중 대통령 비서실 행정관을 역임했으며 김대중 아태평화재단에서 기획실장을 지냈다. 이후 2006년 출마를 선언하며 민선 4기로 완주군수에 당선, 2010년 재선되었다. 완주군에 로컬푸드운동(로컬푸드 운동본부 참고)을 접목시켜 안전행정부가 주관한 대한민국지방자치박람회의 안행부장관상을 2회 연속 수상했다. 또한 한국매니페스토실천본부에서 주관한 약속대상 최우수상, 일자리분야 최우수상, 공약이행분야 최우수상 4년 연속 전국 최우수상을 수상했다.

## 논란
1999년 임후보가 아태재단에 근무 할 당시 모인으로부터 1억5천만원을 받고 구속되었고, 이 돈을 모두 아태 재단과 김대중 전 대통령 가족을 위해 썼다고 진술 하였으나, 검찰은 구속과 선고 당시 임후보가 돈을 아태재단과 김대중 전대통령의 가족을 위해 쓴 기록이 없다는 이유로 개인의 비리문제로 귀결지음. 그러나 임정엽 후보는 이러한 사실을 미화하여 논란이 되고있음. 20대국회의원선거 공보물에 “DJ가족 위한 희생이었다”기재

## 학력
- 완산고등학교 졸업
- 전주대학교 경상대학 상업교육학과 학사(1983년 2월 - 79학번)
- 전주대학교 지역정책대학원 행정학 석사(1990년 2월 ~ 1992년 2월)
- 전주대학교 대학원 법학과 법학박사(1999년 2월 ~ 2003년 2월)

## 경력
- 전라북도 제4대 도의원(전주 제3선거구, 1991년~1995년)
- 전라북도 도지사 비서실 실장(1995년~1997년)
- 아시아태평양평화재단 기획실 실장(1999년~2000년)
- 대통령비서실 행정관(2000년~2002년)
- 전주대학교 행정대학원 객원교수(2004년)
- 제42대 전라북도 완주군 군수(2006년 7월~2010년 6월)
- 제43대 전라북도 완주군 군수(2010년 7월~2014년 3월)
- 국민의당 전북도당 완주군·진안군·무주군·장수군 지역위원장
- 민주평화당 전라북도당위원장
- 민주평화당 완주·진안·무주·장수 지역위원장
- 민생당 탈당
- 더불어민주당 복당
- 더불어민주당 탈당(전주을 재선거 출마)

## 범죄전력
- 폭력행위등처벌에관한법률위반: 징역 1년 6월, 집행유예 3년 - 1982년 8월 28일 선고[5]

### 1억 5천만원 수수
1999년 12월 임정엽은 대국건설 대표 김희정으로부터 경기도 파주시 동패면의 군사보호구역 내에 아파트를 짓기 위해 인근 군부대의 동의를 얻어달라는 청탁과 함께 두 차례에 걸쳐 1억 5,000만원을 받았다.
2000년 1월 임정엽은 청와대로 근무지를 옮겨 군부대에 압력을 행사했으나 건설 동의는 얻어내지 못했다.
2002년 4월 21일 대검찰청 중앙수사부는 임정엽을 전주에서 긴급 체포하였고, 2002년 4월 22일 구속 수감되었다.
2002년 12월 5일 특정범죄가중처벌등에관한법률위반(알선수재) 죄로 징역 1년, 집행유예 2년을 선고받았다.

### 호별방문 선거운동
제20대 국회의원 선거에서 완주·진안·무주·장수 선거구 국회의원 후보자로 출마한 임정엽은 2016년 4월 1일 오전 11시 40분께 전라북도 무주군청 내 사무실 10곳을 방문해 "이번 국회의원 선거에 후보로 출마했다. 잘 부탁한다"며 지지를 호소하고 명함을 건네는 등 개개의 유권자를 방문하여 선거운동하였다.
2016년 10월 21일 전주지방법원 제1형사부는 임정엽에게 공직선거법위반 죄로 벌금 80만원을 선고하였다.

## 역대 선거 결과
|  | 52.19% |

|  | 52.32% |

|  | 60.57% |

|  | 36.59% |

|  | 45.06% |

|  | 19.11% |

|  | 38.66% |

|  | 32.11% |